# Ahmed Jawachi
Ahmed Jawachi, né le 13 juillet 1975, est un gardien de but tunisien qui mesure 1,79 m.

## Clubs
- 1994-1996 : Club sportif sfaxien
- 1996-1999 : El Gawafel sportives de Gafsa
- 1999-2004 : Union sportive monastirienne
- 2004-2007 : Club sportif sfaxien
- 2007-2009 : Étoile sportive du Sahel
- 2009-2011 : Club sportif de Hammam Lif

## Palmarès
- Vainqueur de la coupe et du championnat de Tunisie : 1995 ;
- Soulier d'or (meilleur gardien de but) de Tunisie : 2002 ;
- Vainqueur de la coupe de Tunisie : 2004 ;
- Finaliste de la Ligue des champions arabes : 2004 ;
- Vainqueur du championnat de Tunisie : 2005 ;
- Vainqueur de la Ligue des champions de la CAF : 2007 ;
- Demi-finaliste de la coupe du monde des clubs : 2007 ;
- Vainqueur de la Supercoupe d'Afrique : 2007.